# Anastassija Wjatscheslawowna Pustowoitowa

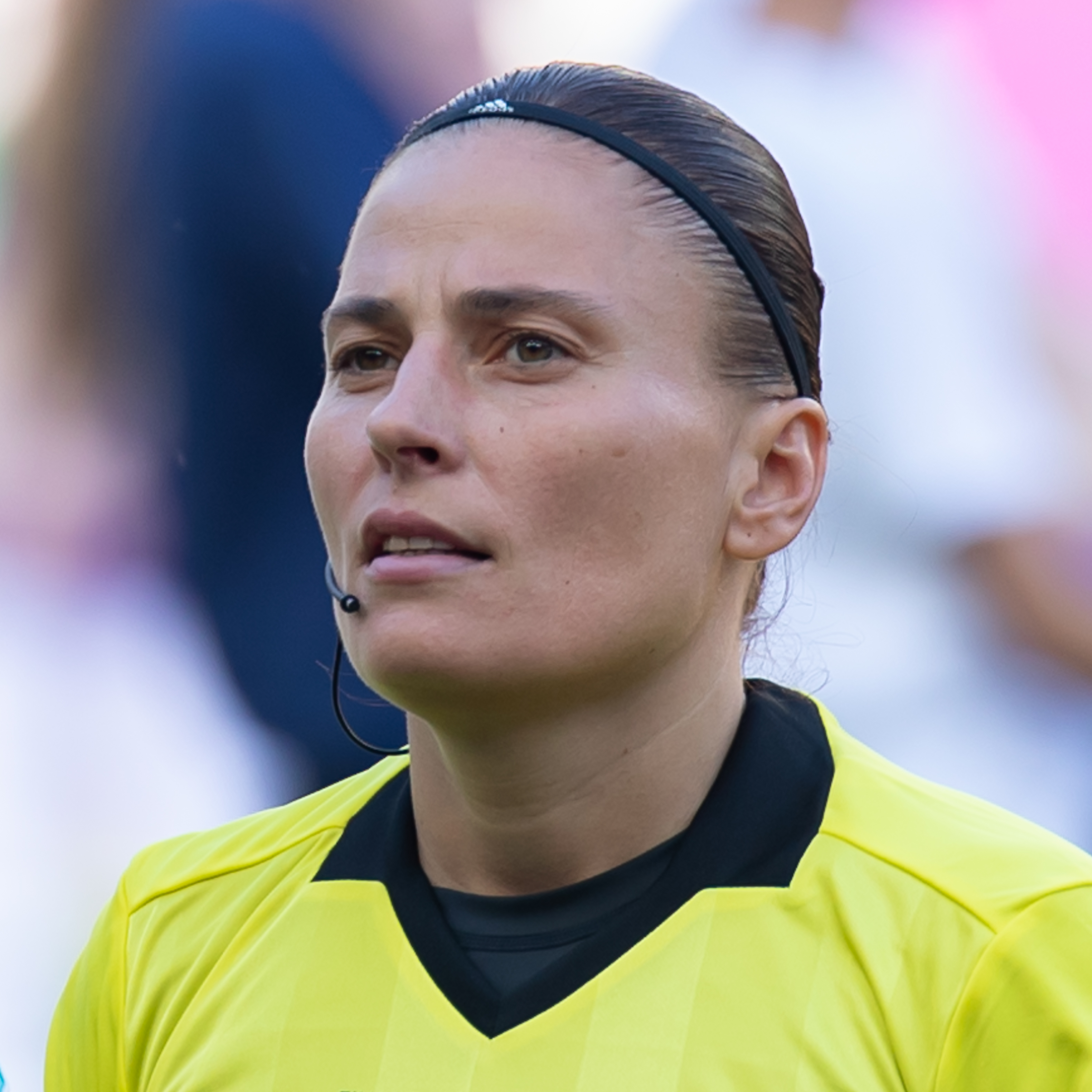
Anastassija Wjatscheslawowna Pustowoitowa (2019)

Anastassija Wjatscheslawowna Pustowoitowa (russisch Анастаси́я Вячесла́вовна Пустово́йтова; * 10. Februar 1981 in Jeseník, Tschechoslowakei) ist eine ehemalige russische Fußballschiedsrichterin.
Pustowoitowa war Abwehrspielerin beim Rjasan WDW und Mitglied der russischen Nationalmannschaft. Mit dieser nahm sie unter anderem an der Weltmeisterschaft 2003 teil, bei der Russland bis ins Viertelfinale kam.
Seit 2009 steht sie auf der Liste der FIFA-Schiedsrichter und leitet internationale Fußballpartien.
Bei der Europameisterschaft 2017 in den Niederlanden leitete Pustowoitowa ein Gruppenspiel. Bei der Weltmeisterschaft 2019 in Frankreich leitete Pustowoitowa zwei Spiele in der Gruppenphase sowie das Spiel um Platz 3 zwischen England und Schweden (1:2). Beim Olympischen Frauenfußballturnier 2020 in Tokio leitete Pustowoitowa drei Partien, darunter das Finale zwischen Schweden und Kanada (1:1 n. V., 2:3 i. E.).
Zudem leitete Pustowoitowa Spiele bei der U-17-Europameisterschaft 2010 in der Schweiz, bei der U-19-Europameisterschaft 2014 in Norwegen, bei der U-17-Weltmeisterschaft 2016 in Jordanien und bei der U-17-Weltmeisterschaft 2018 in Uruguay. Pustowoitowa war beim Algarve-Cup 2017, 2018 und 2019 im Einsatz.
Im Sommer 2022 leitete Pustowoitowa ihre letzten Fußballspiele.